# Sông Aldan
Aldan (tiếng Nga: Алдан) là chi lưu dài thứ hai của sông Lena, thuộc địa bàn Cộng hòa Sakha ở Đông Siberia. Sông có chiều dài 2.273 km (1412 mi), trong đó khoảng 1.600 km (994 mi) là có khả năng thông hành. Dây là một phần của tuyến đường thủy đến Okhotsk. Năm 1639 Ivan Moskvitin đã đến sông Aldan và sông Maya và qua sông Ulya để tiếp cận biển Okhotsk.
Sông khởi nguồn từ dãy núi Stanovoy ở tây nam của Neryungri, sau đổi hướng đông bắc qua Aldan và Tommot, Ust-Maya, Eldikan và Khandyga trước khi chuyển hướng tây bắc hợp vào sông Lena gần Batamay.
Các chi lưu chính của sông Aldan là sông Amga, sông Uchur và sông Maya. Trên lưu vực sông có tài nguyên vàng và các hóa thạch từ kỷ Cambri.